# Dellatorre
Guilherme Augusto Alves Dellatorre, mais conhecido como Dellatorre (São José do Rio Preto, 1 de maio de 1992), é um futebolista brasileiro que atua como atacante. Atualmente está no Coritiba.

## Carreira

### Início
Natural de São José do Rio Preto, Guilherme Dellatorre iniciou sua carreira na base do Rio Preto e aos 17 anos fez sua estreia no time profissional, contra o rival América Futebol Clube, onde marcou dois gols.

### Desportivo Brasil
Aos 17 anos, Dellatorre foi emprestado para o Desportivo Brasil onde disputou a Copa São Paulo de Futebol Júnior e se destacou sendo o artilheiro da competição. Ao final da Copa, o clube adquiriu 50% de seus direitos econômicos e acertou sua ida para o Internacional de Porto Alegre. 

### Internacional
No ano de 2011, Dellatorre chegou ao Internacional para disputar o Campeonato Gaúcho de Juniores e obteve grande sucesso sendo artilheiro. Em dois meses já fazia parte do elenco profissional. Já no profissional, jogou ao lado de grandes atletas como Oscar, Leandro Damião e D’Alessandro. Participou de quatro campanhas vitoriosas: um Campeonato Gaúcho Sub-20, dois Campeonato Gaúcho e a Recopa Sul-Americana pelo Colorado.

### Porto
Dellatorre teve sua primeira experiência no exterior vestindo a camisa do Porto, de Portugal, assinando um contrato de empréstimo válido por uma temporada. Integrando o Porto B, teve uma rápida adaptação e marcou muitos gols, resultando assim na sua convocação para integrar a equipe principal dos Dragões. Nesta fase, jogou com grandes jogadores como James Rodríguez, Mangala e Lucho González. 

### Athletico Paranaense
Em 3 de julho, o Athletico Paranaense anunciou Dellatorre como reforço para a temporada de 2013. O Furacão comprou os 50% restantes que pertenciam ao Rio Preto. Segundo o jogador, o ano ficou marcado como o melhor de sua carreira, com muitos gols e assistências, assim podendo ajudar a equipe a conquistar a terceira colocação no Campeonato Brasileiro e a classificação para a Copa Libertadores da América. Na Copa do Brasil, realizou um grande feito marcando o gol decisivo que levou o time a final do campeonato.

### Queens Park Rangers
Em meio a pré temporada no Athletico Paranaense, o jogador sofreu uma lesão, mas mesmo assim recebeu uma proposta, do Queens Park Rangers, da Inglaterra, para voltar a Europa, para um empréstimo de 4 meses. Em 31 de janeiro de 2014, Dellatorre foi anunciado como reforço do Queens Park Rangers. Dellatorre voltou a treinar, realizou dois jogos pela equipe Sub 21 do clube ingês para ganhar ritmo de jogo e ser convocado para a disputa da Championship. Infelizmente sofreu uma nova lesão, o impossibilitando de jogar nos próximos 2 meses seguintes. Por conta da lesão, o jogador não chegou a estrear, e o Queens Park Rangers optou por não renovar o contrato de empréstimo - que encerrou-se no final de maio do mesmo ano.

### Retorno ao Athletico Paranaense
Em 3 de junho de 2014, Dellatorre anunciou em sua conta oficial no Twitter o retorno ao Athletico Paranaense.
| “ | Dia 12 estou voltando pro Ahletico, clube que me acolheu, que eu me sinto feliz!!. | ” |

Defendeu a equipe no Campeonato Brasileiro de 2014 ajudando com gols e assistências. Seu gol contra o Figueirense ficou com a terceira posição entre os gols mais bonitos do campeonato. 
Com poucas oportunidades em no ano seguinte, Dellatorre foi em busca de novos desafios.

### Suphanburi FC
Em dezembro de 2015, Dellatorre acertou sua ida, por empréstimo até o final de 2016, para o Suphanburi FC, da Tailândia.
Após ser artilheiro da equipe, Dellatorre seguiu emprestado por mais uma temporada.

### Apoel FC
No final de 2017, o jogador acertou com o Apoel FC, do Chipre.  Foi um dos principais jogadores da temporada, ajudando o seu clube a conquistar o Campeonato Cipriota de Futebol daquele ano, e, consequentemente, classificando o clube para a fase preliminar da Liga dos Campeões da Europa.
No final do ano de 2018, Dellatorre sofreu uma lesão no ligamento cruzado do joelho e retornou ao Brasil para realizar a cirurgia e recuperação no clube Athletico Paranaense. 

### Retorno a Tailândia
Retornou ao Suphanburi FC por um curto período de 3 meses.

### Mirassol
Em 2020 acertou sua ida ao Mirassol para a disputa do campeonato Paulista, mas por conta da pandemia de COVID-19, o clube rescindiu o contrato, com o atacante participando de apenas dois jogos pelo clube.

### Brasil de Pelotas
Foi contratado pelo Brasil de Pelotas para a disputa da Série B do Campeonato Brasileiro de 2020.

### CSA
Em fevereiro de 2021, foi anunciado como reforço do CSA.
O atacante disputou 52 jogos e marcou 24 gols com a camisa do Azulão, sendo 12 gols na Série B do Campeonato Brasileiro.

### Atlético Goianiense
Em dezembro do mesmo ano, acertou com o Atlético Goianiense, assinando com o Dragão um contrato válido até o fim de 2022.
A passagem de Dellatorre pelo clube foi curta, durando apenas dois meses ou nove jogos, marcando dois gols e ajudando com duas assistências.

### Montedio Yamagata
Foi contratado em definitivo, em março de 2022, pelo Montedio Yamagata, do Japão, que disputa a J2 League. O clube japonês pagou a quantia de 150 mil dólares (cerca de R$ 770 mil) pelos direitos federativos do atacante.

### Retorno ao Mirassol
Já em dezembro de 2023, foi anunciado pelo Mirassol como o primeiro reforço do Leão para o ano de 2024.
O camisa 49 se tornou em 2024 o maior artilheiro do Leão em uma única temporada. Ele marcou 17 gols em 45 jogos e dizimou o recorde de Marcelo Toscano, que havia balançado as redes 13 vezes em 2015.

### Coritiba
Em dezembro de 2024, após um ótima temporada do atacante, que foi o artilheiro do Mirassol, com 10 gols, na campanha do acesso na Série B do Brasileiro, Dellatorre foi o primeiro reforço oficializado pelo Coritiba para a temporada de 2025. O jogador foi um pedido do técnico Mozart na composição do elenco para o próximo ano.

## Títulos
Internacional
- Campeonato Gaúcho Sub-20: 2011
- Campeonato Gaúcho: 2011 e 2012
- Recopa Sul-Americana: 2011

Porto
- Super Taça de Portugal: 2013
- Primeira Liga: 2012–13

Apoel
- Campeonato Cipriota: 2018, 2019

CSA
- Campeonato Alagoano: 2021